# Murrell River
Murrell River är ett vattendrag i territoriet Falklandsöarna (Storbritannien). Det ligger i den östra delen av landet. Murrell River mynnar i en havsvik.